# Hôtel de la Caisse d'épargne de Vaucouleurs
L’hôtel de la Caisse d’épargne est un bâtiment du début du XXe siècle situé à Vaucouleurs, en France. Il a autrefois accueilli un établissement bancaire, pour lequel il a été construit. Il est recensé à l’Inventaire général du patrimoine culturel.

## Situation et accès
L’édifice est situé au no 37 de la rue Jeanne-d’Arc, à l’angle de la rue des Prêtres, au nord du centre-ville de Vaucouleurs, et plus largement au sud-est du département de la Meuse.

## Histoire
L’édifice est élevé en 1909 d’après les plans de Gaston Périn, architecte à Saint-Mihiel (ayant conçu l’hôtel de la Caisse d’épargne de cette dernière ville en 1906). L’entrepreneur est le dénommé Pariset. Holweck, maître menuisier, en effectue la décoration intérieure, de nos jours disparue.

## Structure
L’édifice s’élève sur trois niveaux et l’entrée principale inscrite dans la partie la plus haute est placée à l’angle, une technique commerciale répandue. La décoration est empreinte d’une décoration Art nouveau ; on retrouve notamment des courbes en coup de fouet dans les ferronneries des balcons et dans les vitraux surmontant la porte.

## Statut patrimonial et juridique
Le bâtiment fait l’objet d’un recensement dans l’Inventaire général du patrimoine culturel, en tant que propriété privée. L’enquête ou le dernier récolement est effectué en 1977.